# Progressive Promotion
Progressive Promotion Records ist ein deutsches Independent-Label aus Flörsheim am Main.

## Geschichte
Oliver Wenzler gründete Progressive Promotion im Jahr 2006 zunächst als non Profit Konzertveranstalter für Progressive Rock und verwandte Genres im Rhein-Main-Gebiet. Drei Jahre später gründete er das Plattenlabel „Progressive Promotion Records“. Seit 2011 veranstaltet Progressive Promotion auch kleine Festivals.

## Bands
Folgende Bands veröffentlichen über das Label:
- Anima Mundi
- Apogee
- Argos
- Atlantropa Project
- Cast
- Clouds Can
- Crayon Phase
- Cromwell
- Crystal Palace
- Cyril
- Daymoon
- Deaton Lemay Project
- Digital Life Project
- Elleven
- Elora
- Eye 2 Eye
- Eyesberg
- Flaming Row
- Force Of Progress
- InVertigo
- Karibow
- Light Damage
- LIND
- Martigan
- Melanie Mau & Martin Schnella
- Metamorphosis
- Nemo
- Overhead
- Polis
- Profusion
- Project: Patchwork
- Quantum Fantay
- Retrospective
- Rick Miller
- Sammary
- Saris
- Seasons Of Time
- Seven Steps to the Green Door
- Sounds Like the End of the World
- Starsabout
- Steve Hughes
- Superdrama
- t
- The Ancestry Program
- The Black Noodle Project
- TNNE
- Traumhaus
- Toxic Smile
- Vlyes

## Festivals
Folgende Bands spielten auf den Festivals:
- 2011: Fish, InVertigo, Lazuli, Moongarden, Nemo, Riverside, Subsignal, Mindgames, Retrospective
- 2012: The Tangent, Believe, Sunchild, Lazuli, Moon Safari, Seven Steps to the Green Door, Figuresmile
- 2013: Galahad, RPWL, Retrospective, Cosmos, Elora, Argos, Traumhaus
- 2014: Vanden Plas, Flaming Row, Profusion, Mystery, Nemo, Martigan, Frequency Drift
- 2015: The Enid, Cast, RPWL, TNNE, Sylvium, Seven Steps to the Green Door, Light Damage, Unto Us
- 2024: Light Damage, Vlyes, Also Eden